# Kvädet om Hymer

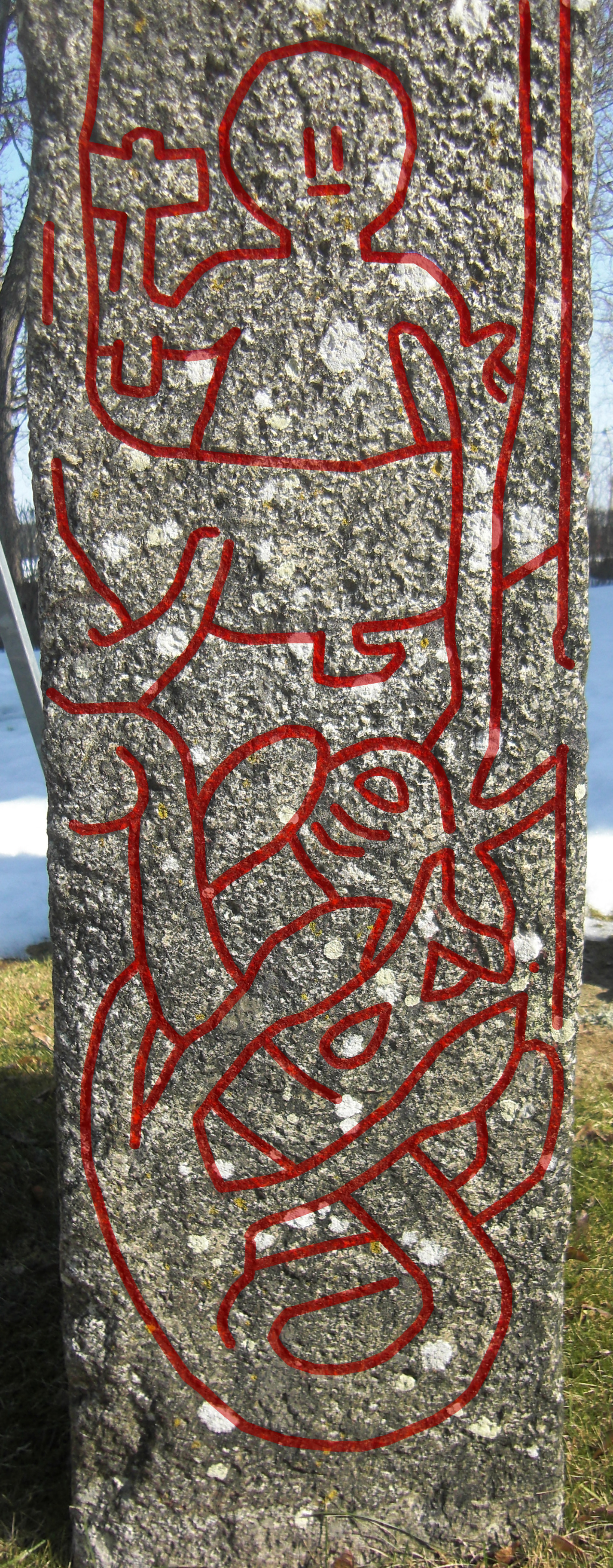
Tors fot går genom båten när han försöker dra upp Midgårdsormen. Motivet hämtat från runstenen vid Altuna kyrka.

Kvädet om Hymer, fornvästnordiska Hymiskviða, är en fornvästnordisk dikt i den poetiska Eddan som finns upptecknad i Codex Regius och AM 748 I 4to. Den har översatts till svenska av bland andra Erik Brate, Åke Ohlmarks och Björn Collinder. Där berättas den kända historien om när Tor ger sig ut och fiskar tillsammans med jätten Hymer och håller på att dra upp Midgårdsormen.

## Handlingen

### Hymers hall
Gudarna vill hålla gille hos Ägir. Tor får då i uppdrag att skaffa en kittel tillräckligt stor för att brygga öl i så att det räcker till alla gudar. Tyr kan meddela att hans far Hymer har en sådan kittel. Tor och Tyr beger sig till jätten Hymers hall där de möter Tyrs farmor eller mormor, som har niohundra huvuden, Hymers hustru och slutligen Hymer själv. Hymer är inte glad att få sin fiende Tor som gäst, men låter slakta tre oxar till kvällsmåltid för dem. Då Tor äter upp två av oxarna tycker Hymer att han behöver hjälp att skaffa mer mat. 

### Tors fisketur
Tor går med på att följa med ut och fiska nästa dag om Hymer bistår med bete. Hymer säger åt Tor att hämta sitt bete själv i tjurhagen, varvid Tor går och bryter nacken av den största tjuren och tar med oxhuvudet som bete. Tor och Hymer far ut med båten. Tor får ro och han ror långt ut. Hymer fångar två valar, men Tor sätter oxhuvudet på kroken och får så napp på själva Midgårdsormen. Tor försöker döda Midgårdsormen med sin hammare Mjölner, men Hymer skär av linan så ormen sjunker åter ner i djupet. När de ror tillbaka föreslår Hymer att de delar på uppgifterna så att den ene bär hem valarna och den andre förtöjer båten. Tor tar dock hela båten, med valar och allt, och bär den hem till Hymers gård.

### Ytterligare kraftprov
Väl tillbaka hemma hos Hymer så blir Tor utmanad att utföra ännu ett kraftprov. Hymer undrar om Tor kan krossa hans bägare. Tor försöker krossa bägaren, men lyckas först när han slår den i Hymers huvud. Hymer låter nu Tor låna hans kittel, men bara under förutsättning att Tor och Tyr klarar att bära bort den. Tyr försöker två gånger, men kan inte lyfta kitteln. Tor lyckas däremot att bära den bort från gården. Hymer och en mängd andra jättar följer efter Tor, men Tor ställer ifrån sig kitteln och slår ihjäl dem. Så kommer slutligen Hymers väldiga kittel till Ägir.

## Fisketuren i Snorres Edda
I Gylfaginning i Snorres Edda finns en mer utförlig prosaversion av fisketuren, medan ramberättelsen om kitteln utelämnats. Här får vi bland annat veta att när Tor försöker få upp Midgårdsormen så spjärnade han så hårt att fötterna gick igenom båten.

## Vikingatida avbildningar
Fiskescenen finns avbildad på en runsten vid Altuna kyrka i Uppland. Man ser där Tor stå i båten med sin hammare Mjölner höjd. Reven är agnad med ett oxhuvud och Midgårdsormen ses hugga betet. Man ser även hur Tor trampar igenom båtbottnen när han försöker hala in Midgårdsormen.
En annan avbildning finns på Gosforthkorset på kyrkogården till S:t Marys kyrka i byn Gosforth i nordvästra Cumbria i nordvästra England.

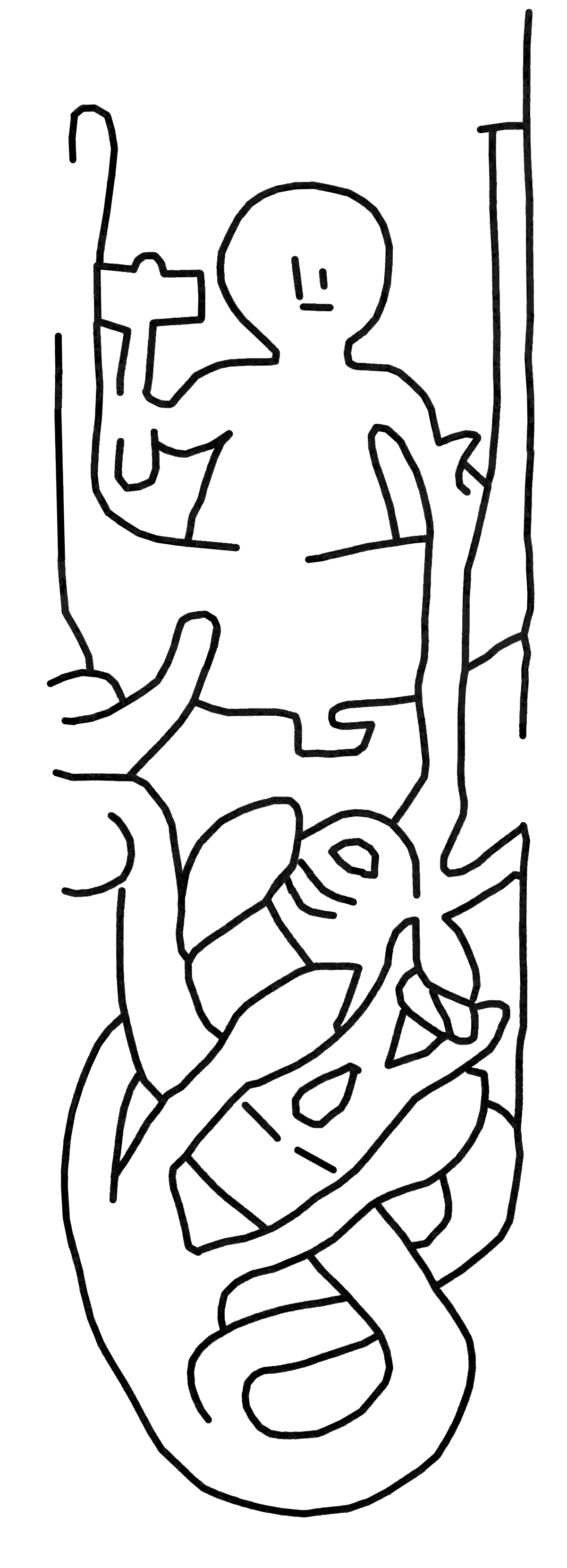
Teckning av motivet på Altunastenen
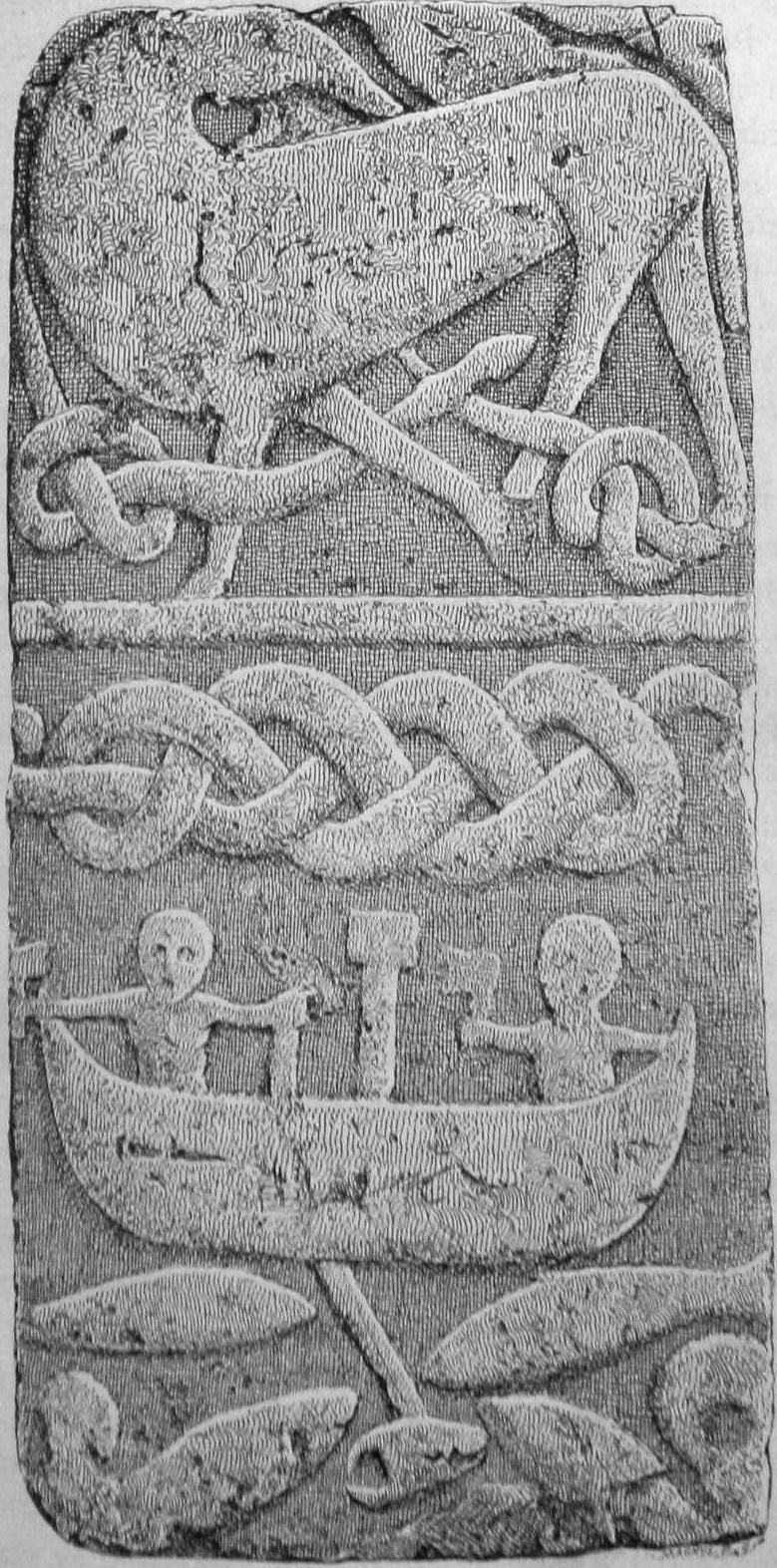
Fiskescenen på Gosforthkorset.

## Sentida avbildningar

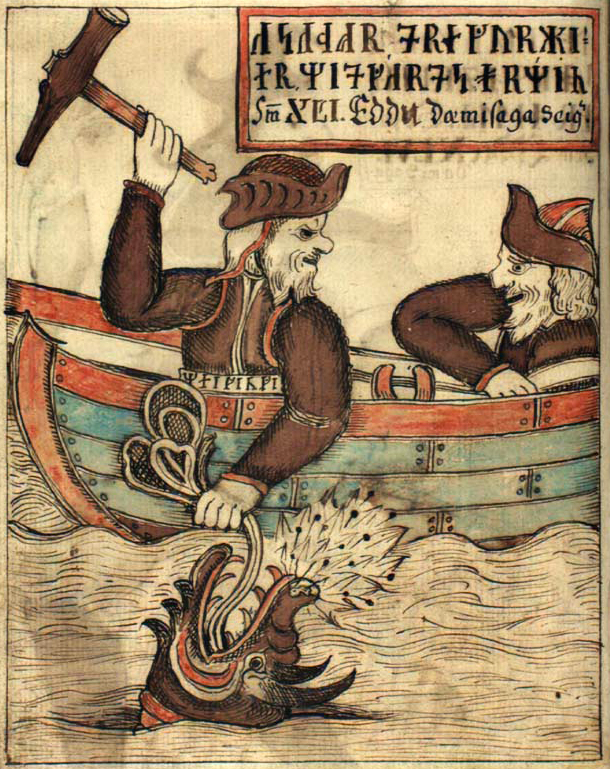
Illustration ur isländskt eddahandskrift (NKS 1867 4to) från 1760.
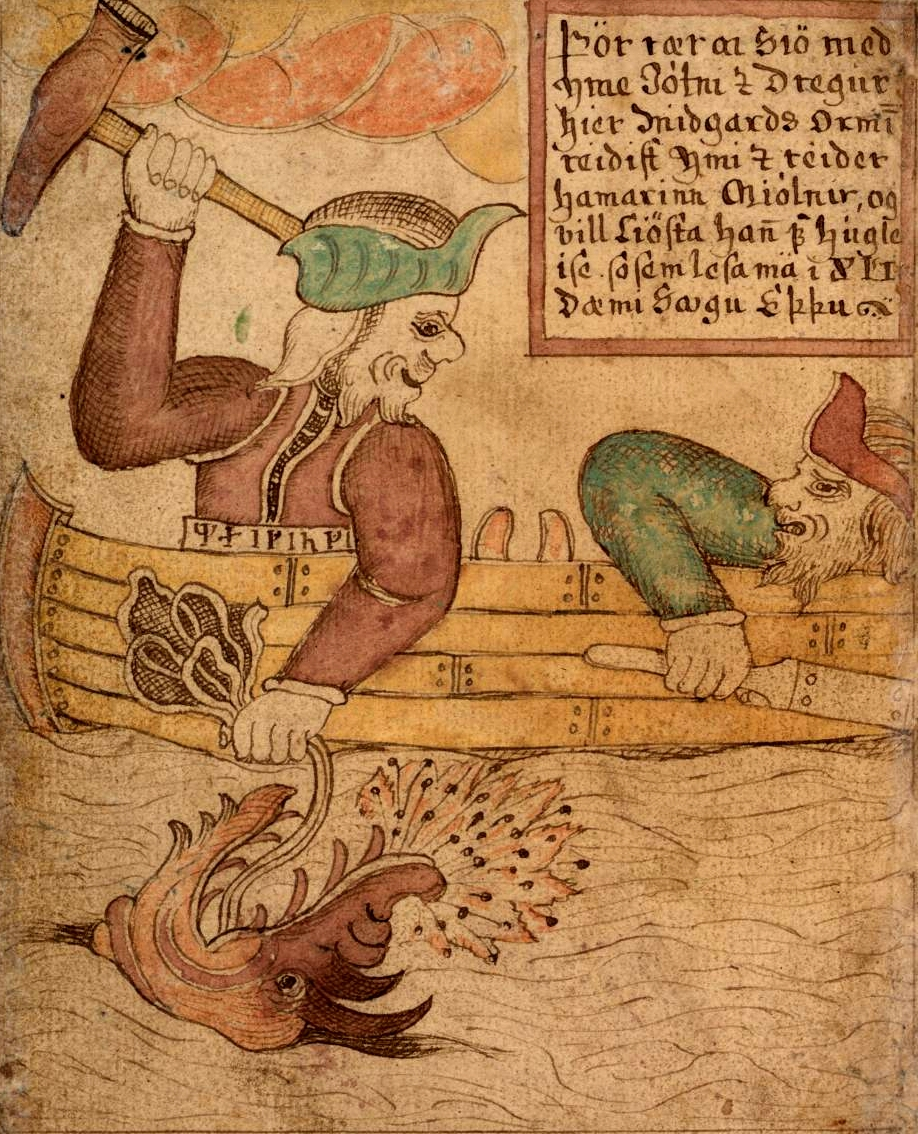
Snarlik illustration ur en annan isländsk handskrift (SÁM 66) från 1760-talet.
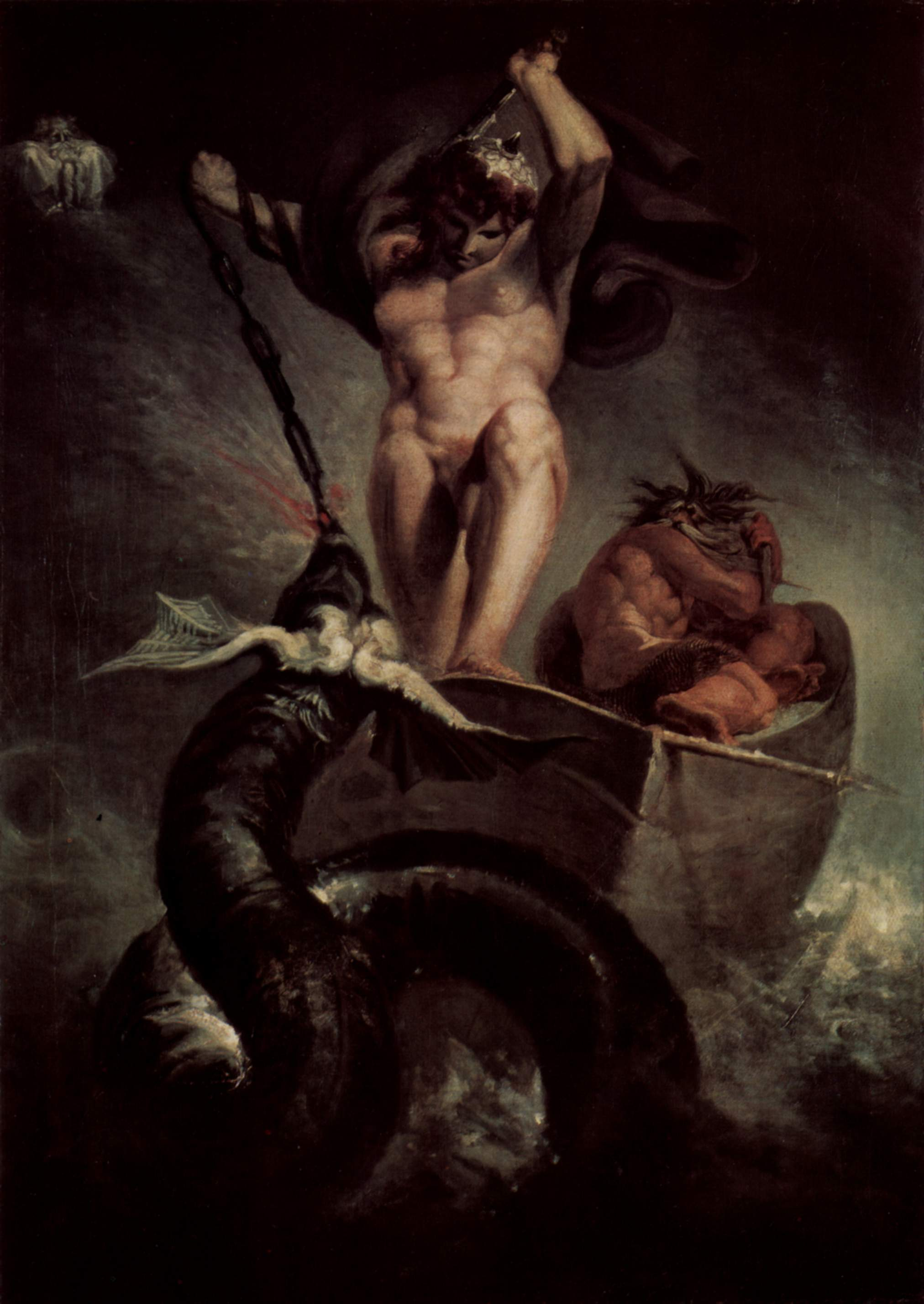
Johann Heinrich Füsslis Tors kamp med Midgårdsormen från 1790.
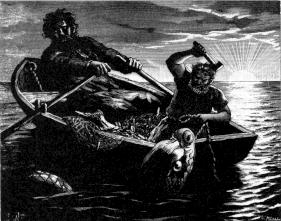
Illustration ur Nils Fredrik Sanders Eddautgåva 1893.
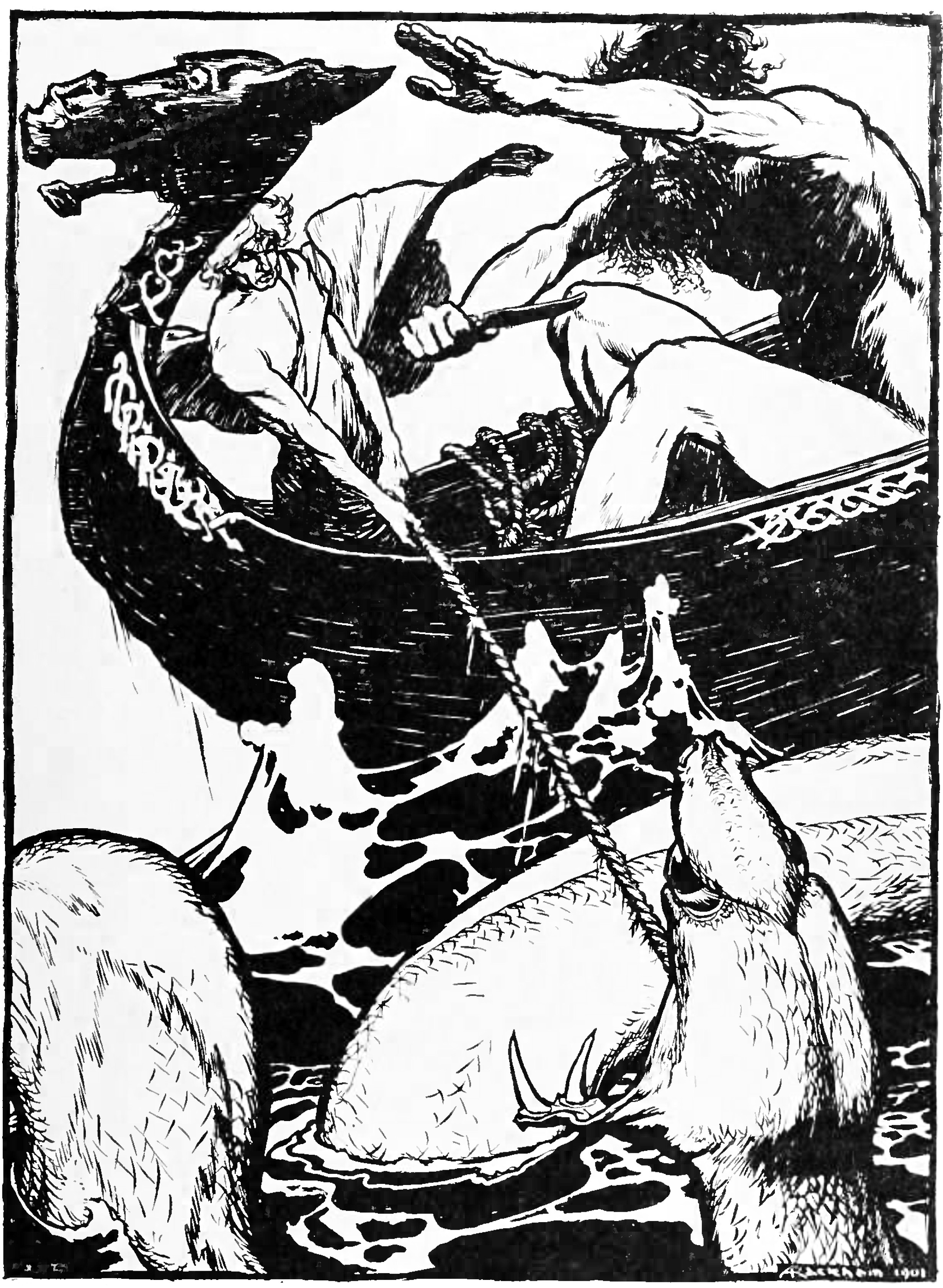
I Arthur Rackhams tolkning från 1901.
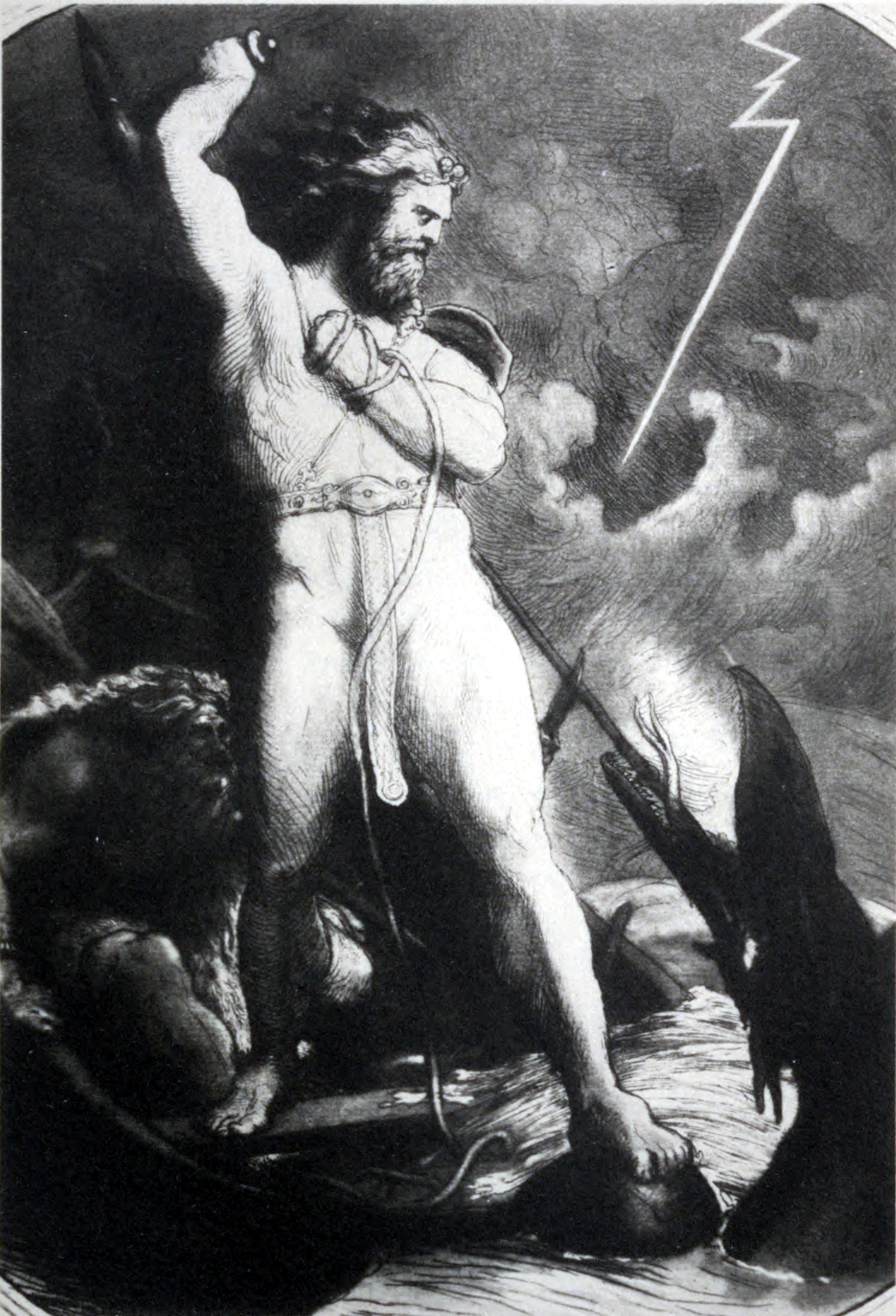
Här i tolkning av Lorenz Frölich i Viktor Rydbergs Teutonic Mythology från 1906.
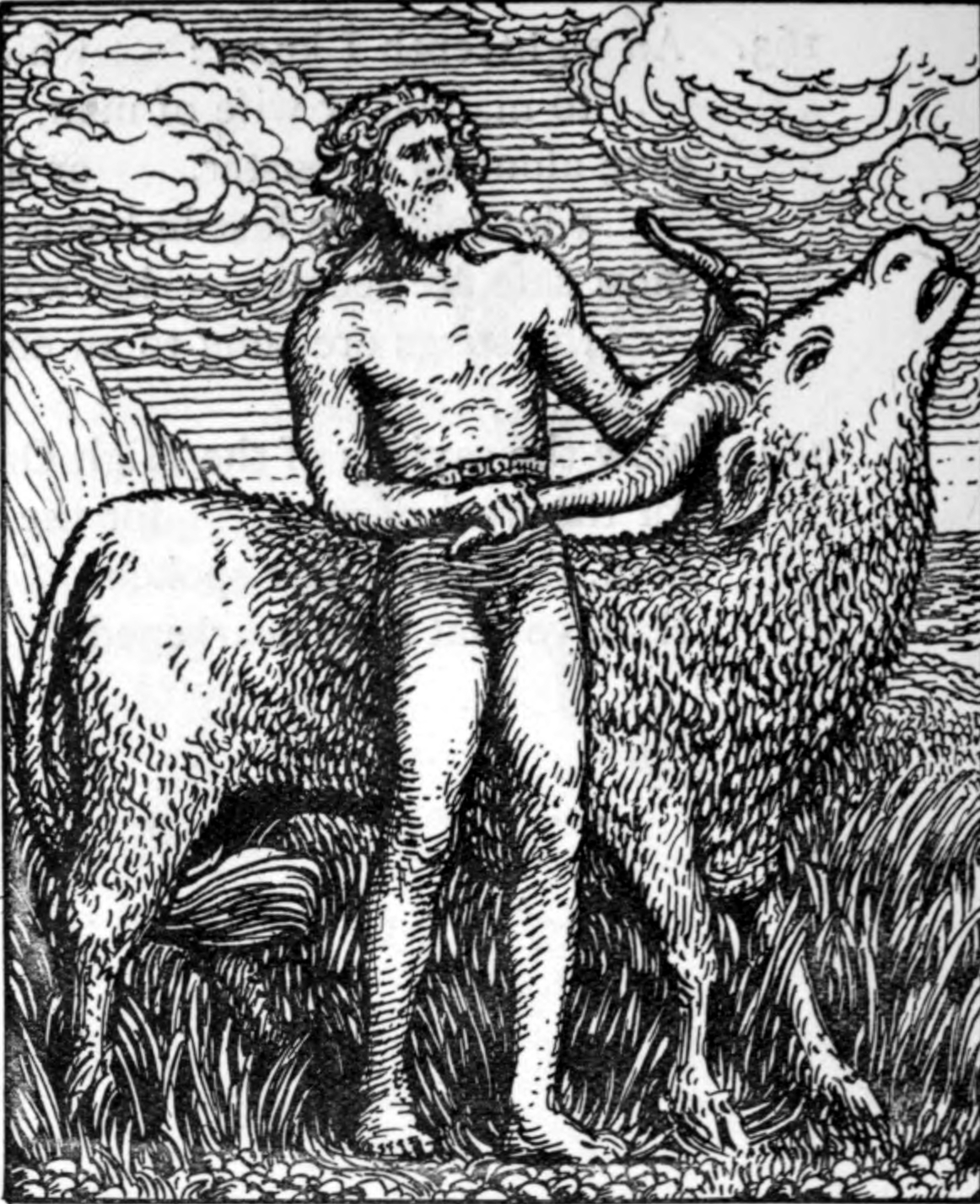
Tor slaktar oxen han ska ha som bete. Illustration av W.G. Collingwood ur Olive Brays eddautgåva 1908.
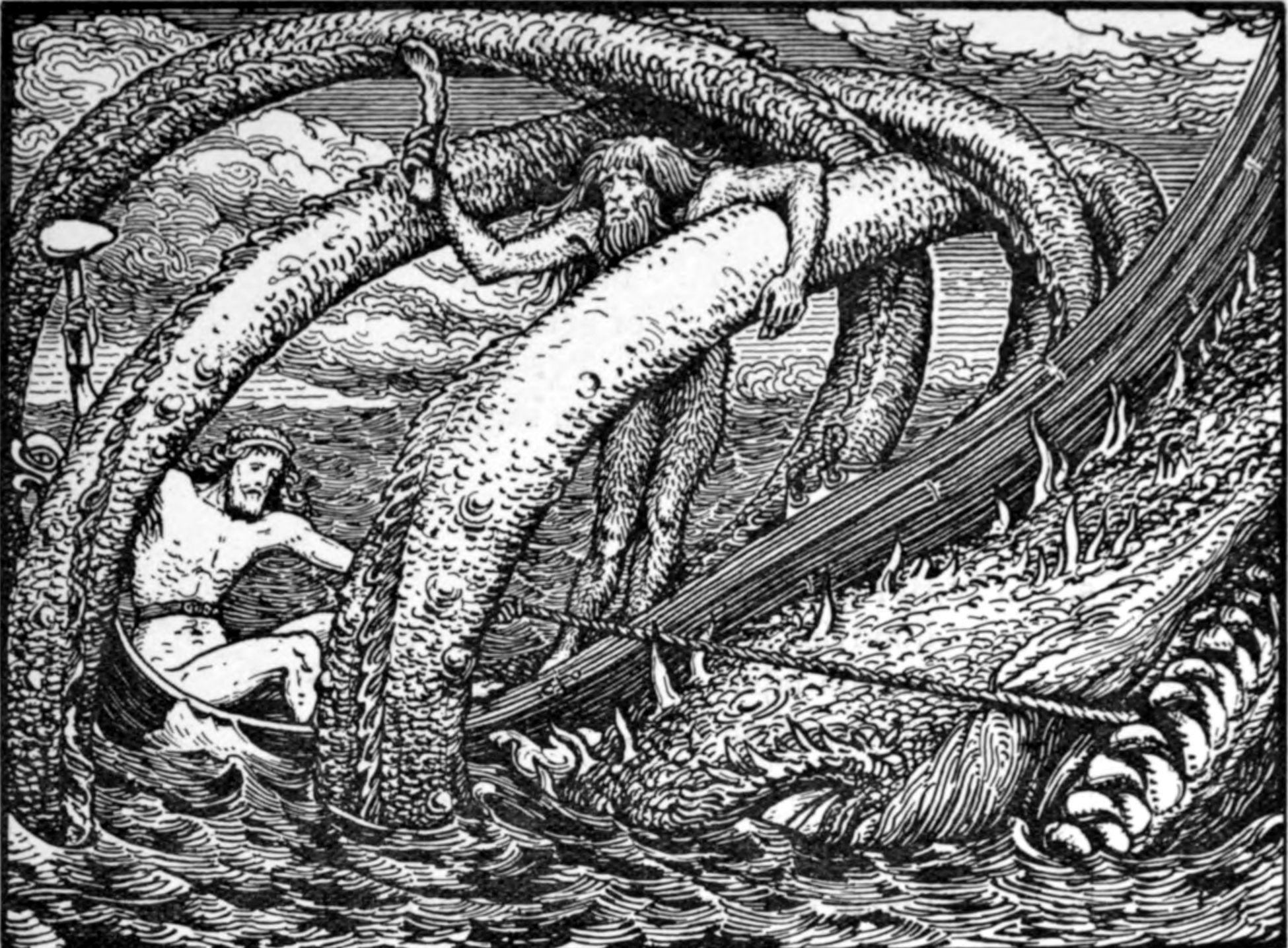
Collingwoods version av själva fisket ur Brays eddautgåva 1908.
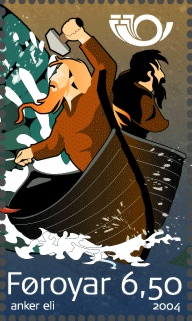
Färöiskt frimärke från 2004.